# Brehov
Brehov (bis 1948 slowakisch „Imbreg“; ungarisch Imreg) ist eine Gemeinde im Osten der Slowakei mit 564 Einwohnern (Stand 31. Dezember 2024), die zum Okres Trebišov, einem Kreis des Košický kraj, gehört. Sie ist Teil der traditionellen Landschaft Zemplín.

## Geographie

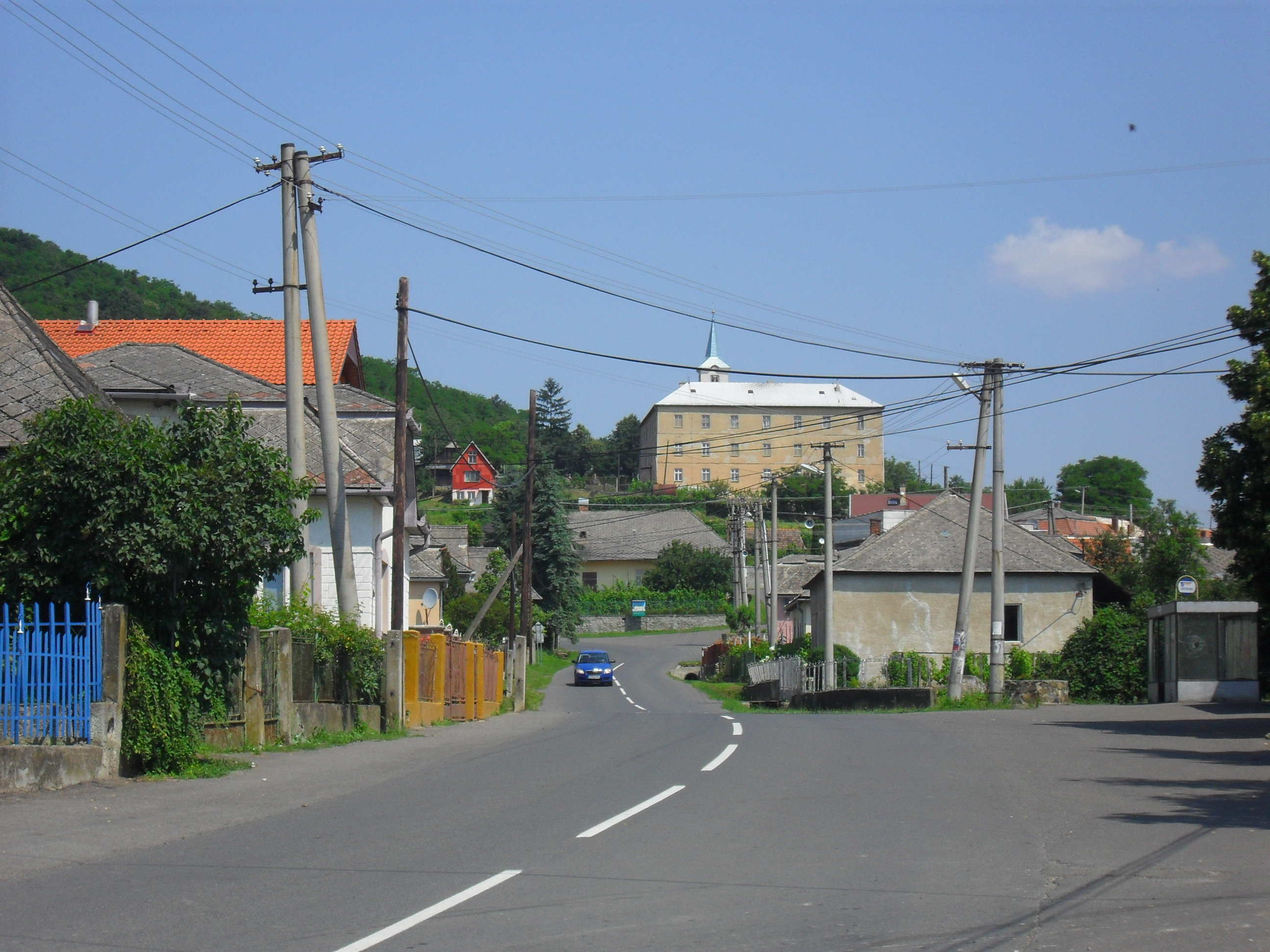
Ansicht im Ort mit dem Minoriten-Kloster im Hintergrund

Die Gemeinde befindet sich inmitten Ostslowakischen Tieflands am Unterlauf der Ondava, kurz vor dem Zusammenfluss mit der Latorica, am Fuße des 272 m hohen Andesithügels Veľký vrch (wörtlich Großer Hügel), auf dessen Südhängen einst Weinbau betrieben wurde. Am Nordhang befindet sich ein großer Steinbruch. Das Ortszentrum liegt auf einer Höhe von 111 m n.m. und ist 21 Kilometer von Trebišov entfernt.
Nachbargemeinden sind Sirník im Norden, Oborín im Osten, Cejkov im Südwesten und Zemplínske Jastrabie im Westen.

## Geschichte

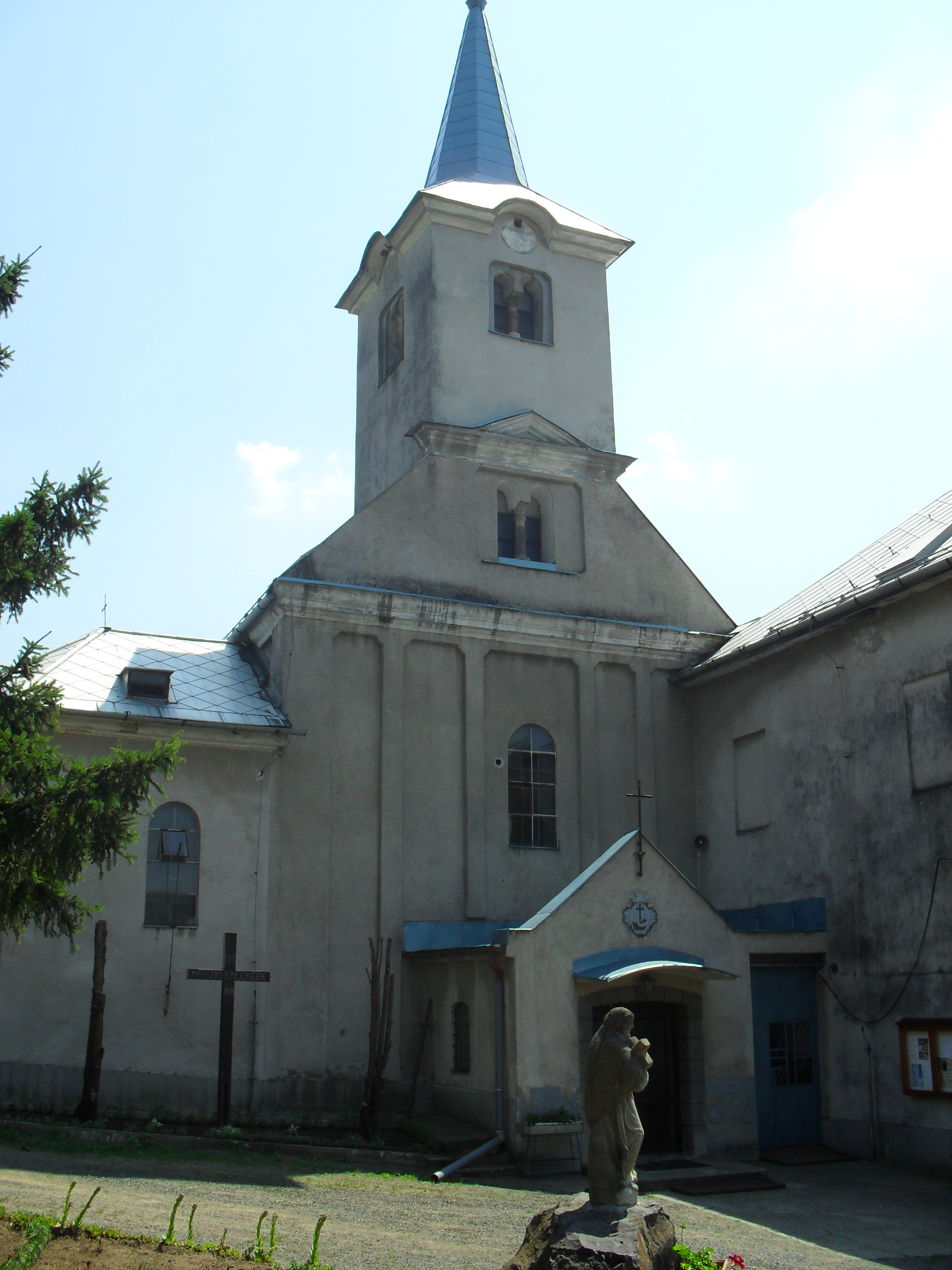
Kirche des Minoriten-Klosters

Nach archäologischen Untersuchung gab es auf dem heutigen Gemeindegebiet Siedlungen der Bükker Kultur und der Lengyel-Kultur in der Jungsteinzeit sowie später Siedlungen in der Latènezeit.
Der heutige Ort wurde zum ersten Mal 1309 als Imbregh schriftlich erwähnt. 1419 stammten die Gutsherren aus dem Geschlecht Imreghy, nach 1598 Barkóczy. Die Einnahmequellen änderten sich im Laufe der Jahrhunderte nur wenig und waren vornehmlich Fischerei, Landwirtschaft und Weinbau. 1760 arbeitete eine Papierfabrik im Ort, 1767 gründeten die Minoriten ein Kloster an der Stelle der älteren romanischen Kirche. 1787 hatte die Ortschaft 79 Häuser und 517 Einwohner, 1828 zählte man 111 Häuser und 804 Einwohner. Bei einer Feuerbrunst im Jahr 1914 verbrannten drei Viertel des Dorfes zu Asche.
Bis 1918/1919 gehörte der im Komitat Semplin liegende Ort zum Königreich Ungarn und kam danach zur Tschechoslowakei beziehungsweise heute Slowakei. Auf Grund des Ersten Wiener Schiedsspruchs war er 1938–1944 noch einmal Teil Ungarns.

## Bevölkerung
| Jahr                | 1994 | 2004    | 2014    | 2024 |
| ------------------- | ---- | ------- | ------- | ---- |
| Anzahl der Personen | 671  | 637     | 600     | 564  |
| Unterschied         |      | −5,06 % | −5,80 % | −6 % |

| Jahr                | 2023 | 2024    |
| ------------------- | ---- | ------- |
| Anzahl der Personen | 576  | 564     |
| Unterschied         |      | −2,08 % |

Nach der Volkszählung 2011 wohnten in Brehov 623 Einwohner, davon 398 Slowaken, 210 Magyaren und ein Pole. 14 Einwohner machten keine Angabe zur Ethnie.
386 Einwohner bekannten sich zur römisch-katholischen Kirche, 108 Einwohner zur reformierten Kirche, 51 Einwohner zu den Zeugen Jehovas, 17 Einwohner zur griechisch-katholischen Kirche, zwei Einwohner zur Evangelischen Kirche A. B. und ein Einwohner zur orthodoxen Kirche; vier Einwohner bekannten sich zu einer anderen Konfession. 34 Einwohner waren konfessionslos und bei 20 Einwohnern wurde die Konfession nicht ermittelt.

## Bauwerke

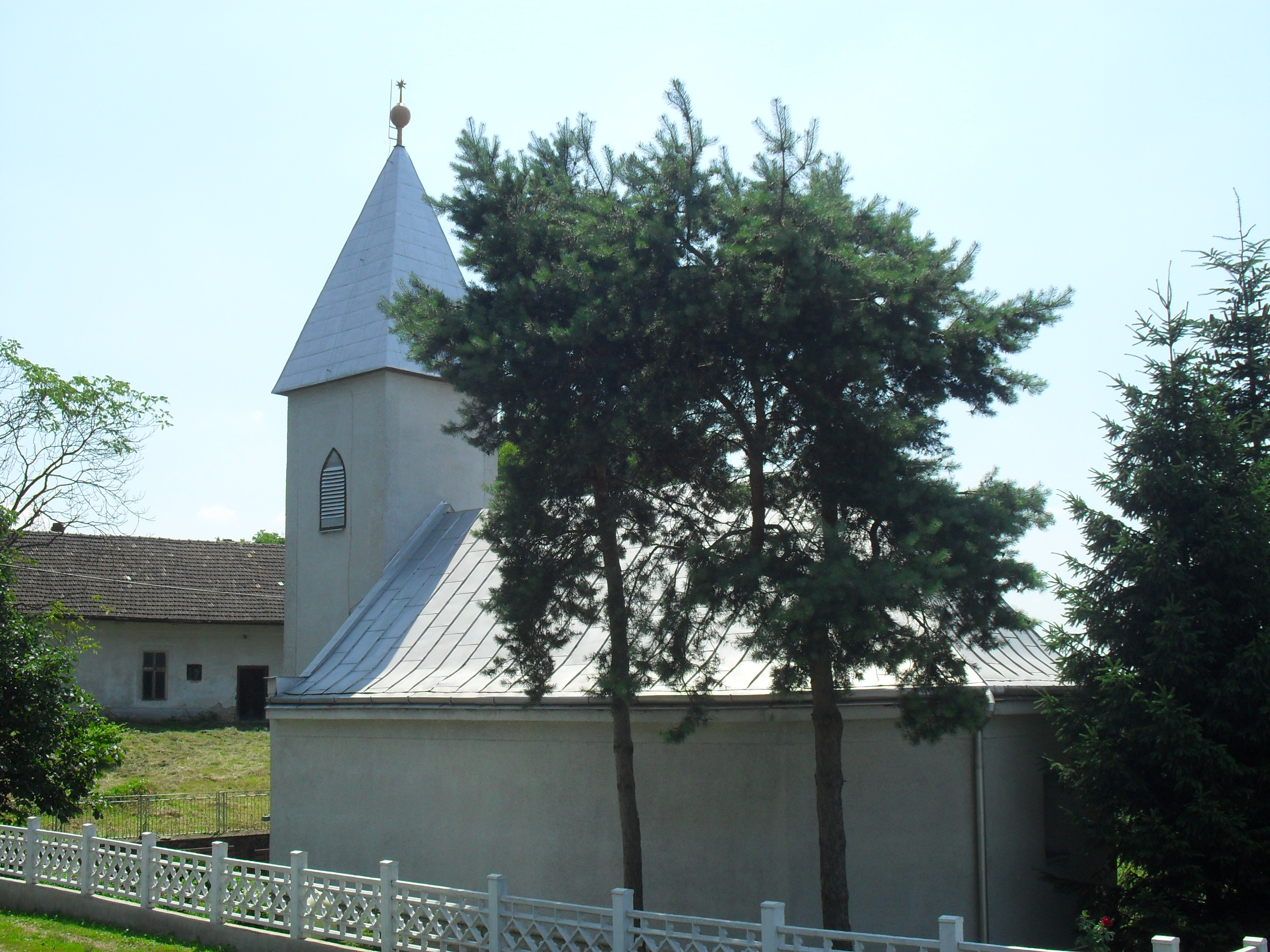
Reformierte Kirche

- Minoriten-Kloster und römisch-katholische Franz-von-Assisi-Kirche im Barockstil aus den Jahren 1767–1769
- reformierte Kirche aus dem Ende des 19. Jahrhunderts